# Sunday, Lovely Sunday
Sunday, Lovely Sunday är Edsons debut-EP, utgiven 2000 på den amerikanska etiketten Matinée Recordings.

## Låtlista[1]
1. "Sunday, Lovely Sunday" - 3:43
2. "22:22 (We Need a Quarrel, We Need a Fight)" - 4:58
3. "September" - 4:33
4. "Terry Whips" - 4:45